# Caprella monocera
Caprella monocera är en kräftdjursart. Caprella monocera ingår i släktet Caprella och familjen Caprellidae. Inga underarter finns listade i Catalogue of Life.